# 1401 a tudományban
Az 1401. év a tudományban és a technikában.

## Születések
- Nicolaus Cusanus csillagász, matematikus († 1464).